# Balthes
Les Balthes (signifiant audacieux en langue gotique) sont, avec les Amales, les deux grands lignages gothiques se disant issus du dieu Gaut.

## Lignage sacré
La définition de l'identité goth s'est forgée pendant leurs migrations en Europe entre le Ier et le IVe siècle. Le roi n'est pas un monarque au sens strict, ses attributions sont militaires et de justice mais l'origine de son pouvoir est toujours sacrée. Il est toujours choisi dans le « lignage royal des Scythes » qui est aussi celui des chefs du clan Tervinge. Le mythe des origines balthes des Tervinges n'a jamais été rapporté par aucun auteur et s'est perdu tandis que ceux des Amales a été transcrit par Jordanès et son Histoire des Goths, d'après Cassiodore (œuvre perdue).

## Généalogie importante
Selon Herwig Wolfram, les allitérations, variations, et rythme des noms Athanaric, Aoric, Ariaric ressemblent à l'idéal des noms germaniques « Hadubrand, Hildebrand, Heribrand ». Il considère que les similarités et comparaisons entre ces noms peuvent suggérer que ces trois rois sont membres de la dynastie Balthe. Athanaric est souvent considéré comme le premier roi balthe des Wisigoths.
Les Balthes donnent aux Wisigoths plusieurs rois jusqu'à Amalaric, mort en 531.
Edward Gibbon au (en) chapitre 30, note de bas de page # 4 de son Histoire de la décadence et de la chute de l'Empire romain écrit :

« Cette lignée illustre continua à s'étendre en France, dans la province gothique de Septimanie, ou Languedoc ; sous l'appellation impropre de Baux ; et un rameau de cette famille s'installa ensuite dans le royaume de Naples. Les seigneurs des Baux, près d'Arles et auprès de soixante-dix neuf lieux dits restèrent indépendants des comtes de Provence. »

— Edward Gibbon

## Mythes
L'île des origines, scandinave, est appelée Scandza mais les auteurs antiques la qualifient de royale, balissa (pays des rois) ou balthe.
L'épée nommée Terving a été donnée directement au premier ancêtre des Balthes par le dieu de la guerre, Gaut ou Mars pour les Romains. Elle est un instrument de combat victorieux et de justice triomphante. Elle est transmise de génération en génération et symbolise l'origine du pouvoir royal. Au Ve siècle, Attila,le roi des Huns, tente de déstabiliser les Goths en faisant courir le bruit qu'il a trouvé l'épée de Mars au pied d'un arbre, ce qui lui donne une protection supérieure à celle de Terving. Le roi Euric, à la fin du Ve siècle, est surnommé le « Mars gothique de la Garonne ».